# Hillary Bor
Hillary Bor (né le 22 novembre 1989 à Eldoret au Kenya) est un athlète américain, spécialiste du 3 000 mètres steeple.

## Palmarès

### International
| Date | Compétition           | Lieu             | Résultat | Épreuve     | Temps         |
| ---- | --------------------- | ---------------- | -------- | ----------- | ------------- |
| 2016 | Jeux olympiques       | Rio de Janeiro   | 7e       | 3 000 m st. | 8 min 22 s 74 |
| 2018 | Ligue de diamant      | Ligue de diamant | 7e       | 3 000 m st. | 8 min 26 s 04 |
| 2019 | Championnats du monde | Doha             | 8e       | 3 000 m st. | 8 min 09 s 33 |
| 2022 | Championnats du monde | Eugene           | 8e       | 3 000 m st. | 8 min 29 s 77 |

### National
- Championnats des États-Unis d'athlétisme
  - vainqueur du 3 000 m steeple en 2019, 2021 et 2022

## Records
| Épreuve         | Temps         | Lieu | Date        |
| --------------- | ------------- | ---- | ----------- |
| 3 000 m steeple | 8 min 11 s 82 | Rome | 8 juin 2017 |